# Pak Thae-song
Đây là một tên người Triều Tiên, họ là Pak.
Park Thae-song (박태성, sinh năm 1955) là một chính trị gia người Bắc Triều Tiên. Ông hiện là Nghị trưởng Hội đồng Nhân dân Tối cao (tức Quốc hội) và Phó Chủ tịch Đảng Lao động Triều Tiên.